# Dialeuropora congoensis
Dialeuropora congoensis là một loài côn trùng cánh nửa trong họ Aleyrodidae, phân họ Aleyrodinae.
Dialeuropora congoensis được Cohic miêu tả khoa học đầu tiên năm 1966.